# Biochimist

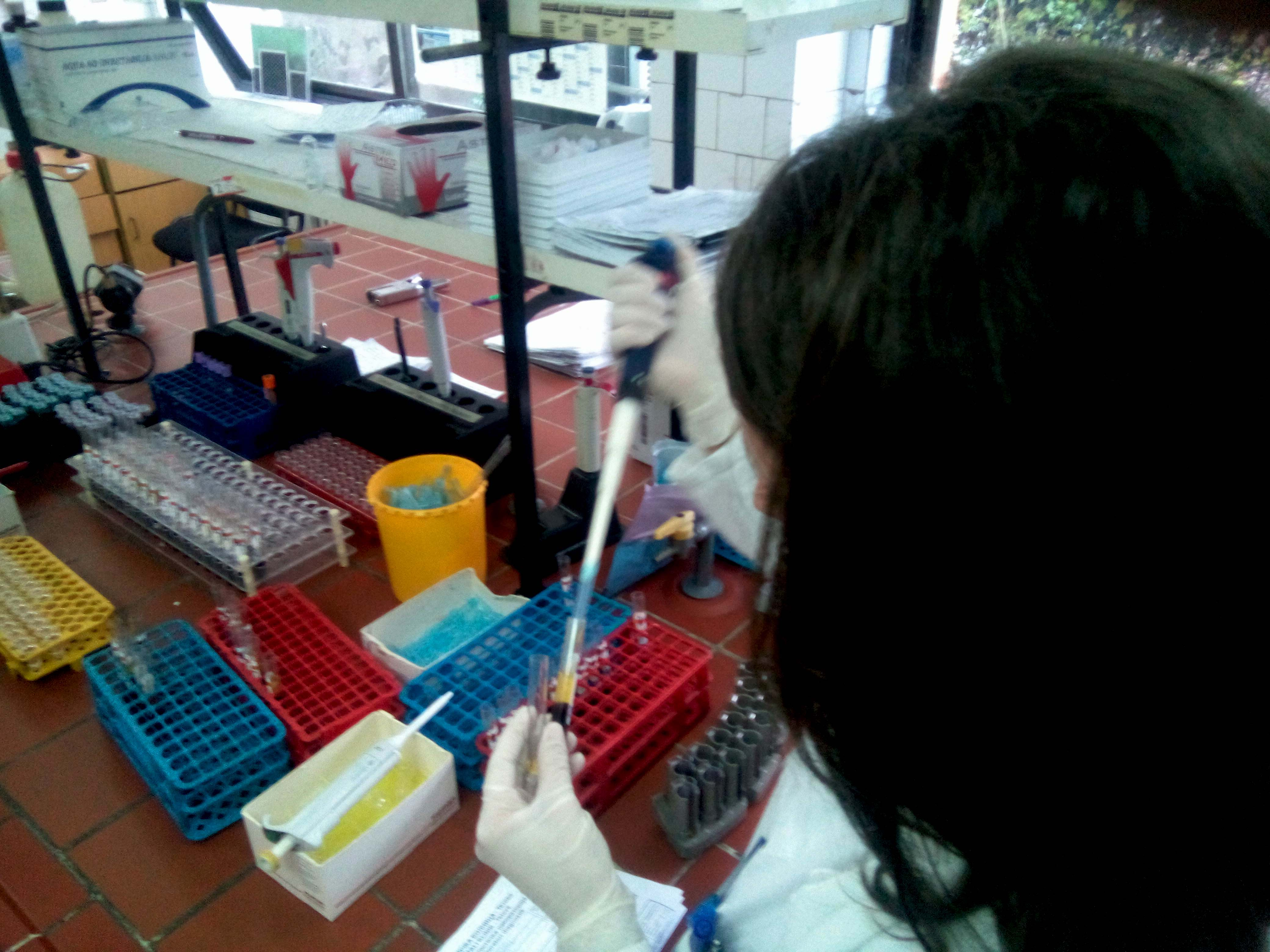
Biochimist

Biochimistul este un om de știință care studiază compoziția materiei vii (molecule, celule) și reacțiile sale chimice.

## Colaborări științifice interdisciplinare în proiecte de cercetare
Un biochimist poate avea suprapuneri în activitatea sa sau colaborări știintifice cu alte tipuri de specialiști ca biolog, biomatematician, biofizician, etc.